# Golovànivka
Golovànivka (en ucraïnès: Голованівка) és un poble de la República Autònoma de Crimea, a Ucraïna, que el 2014 tenia 510 habitants. Pertany al districte de Bilogorsk.